# Ед Макілвенні
Едвард Джозеф Макілвенні (англ. Edward Joseph McIlvenny, 21 жовтня 1924, Грінок — 18 травня 1989, Істборн) — американський футболіст, що грав на позиції опорного півзахисника, зокрема, за клуб «Манчестер Юнайтед», а також національну збірну США. Чемпіон Англії. 

## Клубна кар'єра
У футболі дебютував 1945 року виступами за команду «Грінок Мортон», в якій провів два сезони. 
Згодом з 1947 по 1950 рік грав у складі команд «Рексем», «Файрілл» та «Філадельфія Нешнелз».
Своєю грою на ЧС-1950 привернув увагу представників тренерського штабу клубу «Манчестер Юнайтед», до складу якого приєднався 1950 року. Відіграв за команду з Манчестера наступні три сезони своєї ігрової кар'єри. За цей час виборов титул чемпіона Англії.
Згодом, протягом 1953—1957 років виступав за «Вотерфорд Юнайтед».
Завершив професійну ігрову кар'єру у клубі «Оксфорд Юнайтед», за команду якого виступав протягом сезону 1957-1958.

## Виступи за збірну
1950 року дебютував в офіційних матчах у складі національної збірної США. Протягом кар'єри у національній команді провів у її формі 3 матчі.
У складі збірної був учасником чемпіонату світу 1950 року у Бразилії, де зіграв з Іспанією (1-3), з Англією (1-0) і з Чилі (2-5). 
Помер 18 травня 1989 року на 65-му році життя у місті Істборн.

## Титули і досягнення
- Чемпіон Англії (1):

«Манчестер Юнайтед»: 1951-1952